# Академическая гребля на летних Олимпийских играх 1924 — двойки
Соревнования среди двоек распашных без рулевого по академической гребле среди мужчин на летних Олимпийских играх 1924 года прошли с 14 по 17 июля на реке Сена в северо-западном предместье Парижа Аржантёе. Соревнования среди двоек распашных без рулевого вернули в программу Олимпийских игр. Последний раз данная дисциплина была представлена на Играх 1908 года в Лондоне. В соревновании приняли участие 6 спортсменов из 3 стран. Первоначально в заявке на Игры значилось 5 лодок, однако гребцы из Швейцарии (Рудольф Боссар, Хайнрих Тома и К. Шуклин) и США (Пол Костелло, Джон Келли и Уильям Хапгуд) выступили в других дисциплинах академической гребли. Впервые в рамках Олимпийских игр в гребную программу были введены отборочные заезды, в которых должны были принимать участие гребцы, выбывшие на предварительной стадии.
Олимпийским чемпионом 1924 года стали гребцы из Нидерландов Антони Бейнен и Вильгельм Рёзинг, которые опередили в финале французских спортсменов Мориса Бутона и Жоржа Пьо. Бронзовая награда не была вручена, поскольку гребцы из Великобритании не вышли на старт финального заезда из-за травмы.

## Призёры
| Золото                                        | Серебро                                | Бронза          |
| Нидерланды · Антони Бейнен · Вильгельм Рёзинг | Франция · Морис Монне-Бутон · Жорж Пьо | Не присуждалась |

## Расписание
| Дата    | Раунд            |
| ------- | ---------------- |
| 13 июля | Первый раунд     |
| 13 июля | Отборочный заезд |
| 17 июля | Финал            |

## Результаты

### Полуфинал
Победители каждого заезда проходили в финал соревнований. Все остальные сборные попадали в отборочный заезд.
Заезд 1
| Место | Спортсмены                   | Страна         | Время   | Отставание | Примечания |
| ----- | ---------------------------- | -------------- | ------- | ---------- | ---------- |
| 1     | Морис Монне-Бутон Жорж Пьо   | Франция        | 9:42,2  | +0,0       | F          |
| 2     | Гордон Киллик Томас Саутгейт | Великобритания | 10:10,8 | +28,6      | R          |

Заезд 2
| Место | Спортсмены                     | Страна     | Время   | Отставание | Примечания |
| ----- | ------------------------------ | ---------- | ------- | ---------- | ---------- |
| 1     | Антони Бейнен Вильгельм Рёзинг | Нидерланды | 10:02,0 | +0,0       | F          |

### Отборочный раунд
Поскольку сборная Великобритания стала единственной сборной, имевшей возможность выступить в отборочном заезде, то она автоматически квалифицировалась в финал соревнований.

### Финал
В финале соревнований встретились голландские гребцы Антони Бейнен и Вильгельм Рёзинг, а также французы Морис Монне-Бутон и Жорж Пьо. Также в финале должен был стартовать экипаж из Великобритании, однако из-за травмы не вышли на старт. Со старта заезда лидерство захватили гребцы из Нидерландов. На второй половине дистанции французские гребцы предприняли попытку догнать соперников, но не смогли. Бейнен и Рёзинг выиграли заезд с преимуществом в 2,2 с. Поскольку сборная Великобритании не участвовала в финале было принято решение не присуждать им бронзовую награду.
| Место | Спортсмены                     | Страна         | Время  | Отставание |
| ----- | ------------------------------ | -------------- | ------ | ---------- |
| 1     | Антони Бейнен Вильгельм Рёзинг | Нидерланды     | 8:19,4 | +0,0       |
| 2     | Морис Монне-Бутон Жорж Пьо     | Франция        | 8:21,6 | +2,2       |
| —     | Гордон Киллик Томас Саутгейт   | Великобритания | DNS    | DNS        |